# Jean-Luc Tsélantsiéné
Jean-Luc Tsélantsiéné – kongijski piłkarz grający na pozycji pomocnika. W swojej karierze grał w reprezentacji Konga.

## Kariera reprezentacyjna
W reprezentacji Konga Tsélantsiéné zadebiutował w 1978 roku. W tym samym roku był w kadrze Konga na Puchar Narodów Afryki 1978. W nim rozegrał dwa mecze grupowe: z Marokiem (0:1) i z Tunezją (0:0). W kadrze narodowej grał do 1985 roku.